# Batalha de Schooneveld

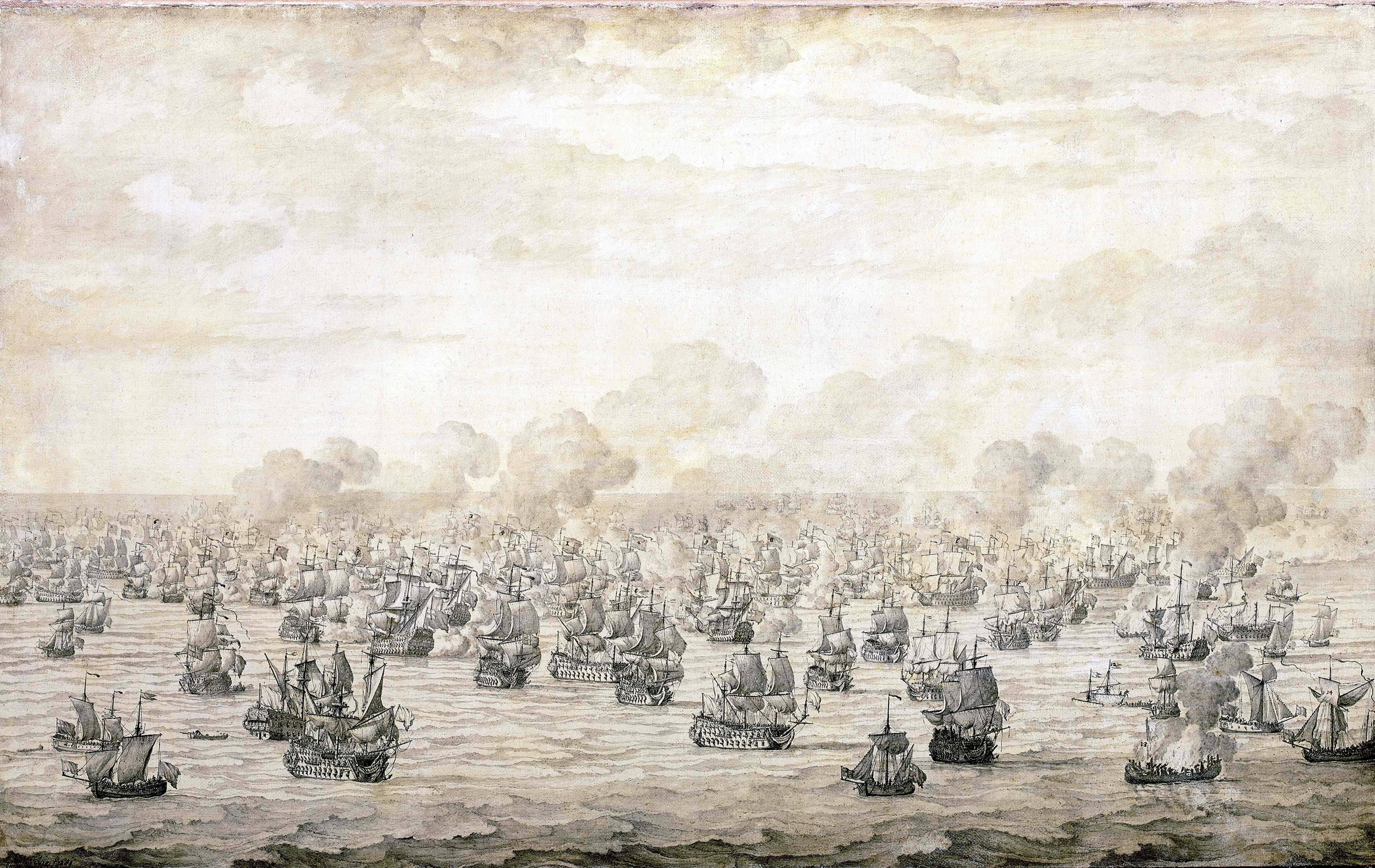
Cena da batalha.

As Batalhas de Schooneveld foram dois conflitos navais da Terceira Guerra Anglo-Holandesa que ocorreram nos dias 7 e 14 de Junho de 1673 perto da costa holandesa.  A frota Anglo-Francesa foi comandada pelo Ruperto do Reno, e a frota holandesa por Michiel de Ruyter.
As vitórias holandesas nas duas batalhas, e a vitória na Batalha de Texel em Agosto, impediu a invasão Anglo-Francesa sobre a Holanda.